# Obetia radula
Obetia radula är en nässelväxtart som först beskrevs av Bak., och fick sitt nu gällande namn av B.D. Jackson. Obetia radula ingår i släktet Obetia och familjen nässelväxter. Inga underarter finns listade i Catalogue of Life.